# Holdenstedt
Holdenstedt là một đô thị thuộc huyện Mansfeld-Südharz, Sachsen-Anhalt, Đức. Đô thị Holdenstedt có diện tích 9,74 km², dân số thời điểm ngày 31 tháng 12 năm 2006 là 734 người.